# Fazang
Fazang (chinois : 法藏; pinyin : Fǎzàng; Wade-Giles : Fa-tsang, 643-712) est le troisième des cinq patriarches de l'école Huayan du bouddhisme mahāyāna. Il a composé plus de cent volumes d'essais et de commentaires. Il est célèbre pour ses démonstrations empiriques et théoriques à la cour impériale de l'Impératrice Wu Zetian qui était sa protectrice officielle. 
Ses essais Sur le Lion d'or et Sur une Petite tache de poussière comptent parmi les œuvres les plus célèbres de l'école Huayan du bouddhisme chinois. Le lion symbolise le monde des phénomènes, et l'or, le principe (Li) qui ne possède pas de forme propre mais peut les prendre toutes. Ainsi sont illustrées l'interdépendance et l'interpénétration de tous les phénomènes, tout comme leur unité et leur identité au sein du Tout, ainsi que la présence immédiate du principe dans chacune de ses manifestations.

## Traductions en français
- Les mystères essentiels de l'entrée à Lanka, Fayard, 'Trésors du bouddhisme', 2007